# حشره‌خوار جنگلی بارانی
 حشره‌خوار جنگلی بارانی (نام علمی: Sylvisorex pluvialis) نام یک گونه از سرده حشره‌خوارهای جنگلی است.